# Stutsman megye
Stutsman megye az Amerikai Egyesült Államokban, azon belül Észak-Dakota államban található. Megyeszékhelye és legnagyobb városa Jamestown. Lakosainak száma 21 593 fő (2020. április 1.). Stutsman megye Foster, Griggs, Barnes, LaMoure, Logan, Kidder és Wells megyékkel határos.

## Népesség
A megye népességének változása:
| Lakosok száma | 21 114 | 21 000 | 20 986 | 21 120 | 21 103 | 21 593 |
|               | 2010   | 2011   | 2012   | 2013   | 2015   | 2020   |